# Senecio almironcillo
Senecio almironcillo là một loài thực vật có hoa trong họ Cúc. Loài này được Maza miêu tả khoa học đầu tiên.